# Anouska Koster
Anouska Helena Koster, mais conhecida simplesmente como Anouska Koster, (Leeuwarden, 20 de agosto de 1993) é uma ciclista profissional neerlandesa que estreiou como profissional em 2012.
Apesar de não destacar especialmente para além de alguma vitória isolada e bons postos em carreiras amadoras, em 2014 foi contratada pela Rabo Liv, uma das melhores equipas ciclistas femininas, onde conseguiu a sua primeira vitória como profissional: o Grande Prêmio Gippingem Feminino.

## Palmarés
- 2015
- Grande Prêmio Gippingem Feminino

- 2016
- Campeonato dos Países Baixos em Estrada  
  - 1 etapa do Ladies Tour of Norway

- 2017
  - 1 etapa da Gracia-Orlová
  - 2.ª no Campeonato dos Países Baixos em Estrada
- Lotto Belgium Tour, mais 1 etapa

- 2019
  - 1 etapa do Tour Cycliste Féminin International de l'Ardèche

## Resultados em Grandes Voltas e Campeonatos do Mundo
Durante a sua carreira desportiva tem conseguido os seguintes postos nas Grandes Voltas femininas e nos Campeonatos do Mundo em estrada:
| Carreira           | 2012 | 2013 | 2014 | 2015 | 2016 | 2017 | 2018 | 2019 |
| ------------------ | ---- | ---- | ---- | ---- | ---- | ---- | ---- | ---- |
| Giro d'Italia      | -    | 93.ª | -    | 30.ª | -    | 38.ª | 65.ª | 61.ª |
| Tour de l'Aude     | X    | X    | X    | X    | X    | X    | X    | X    |
| Grande Boucle      | X    | X    | X    | X    | X    | X    | X    | X    |
| Mundial em Estrada | -    | -    | -    | -    | -    | -    | -    | -    |

-: não participa

Ab.: abandono

X: edições não celebradas

## Equipas
- Dolmans-Boels (2012)
- Futurumshop.nl (2013 e 2014)[6]
  - Team Futurumshop.nl (2013)[7]
  - Futurumshop.nl-Zannata (2014)[8]
- Rabo Liv Women Cycling Team (2015-2016)
- WM3 Pro Cycling Team (2017-2018)
  - WM3 Energie (2017)
  - WaowDeals Pro Cycling (2018)
- Team Virtu Cycling Women (2019)
- Parkhotel Valkenburg[9] (2020)